# Sysop
Sysop (od ang. system operator), operator systemu – często używane określenie administratorów BBS-ów albo, historycznie, operatorów dowolnych systemów komputerowych, w szczególności klasy mainframe.